# Liana Liberato
Liana Daine Liberato (Galveston, 20 agosto 1995) è un'attrice statunitense.

## Biografia
Nata a Galveston, in Texas, da una famiglia di remote origini italiane (per l'esattezza proveniente da Genova),
Liana Liberato ha cominciato la sua carriera nel 2005 con il piccolo ruolo di Dina Presley nella serie TV The Inside, poi sempre nel 2005 ha preso parte a due episodi di altre due serie TV: prima come Charlotte in Cold Case - Delitti irrisolti e poi come Amy Manning in CSI: Miami. Nel 2007 ottiene la sua prima partecipazione a un film con The Last Sin Eater e,  sempre nello stesso anno, partecipa al film drammatico Safe Harbour. Nel 2008 continua ad avere piccole parti in serie TV come in Dr. House - Medical Division dove recita la parte di Jane. Dal 2008 al 2009 partecipa col ruolo di Tristen Oswald alla serie TV Sons of Anarchy. Nel 2008 partecipa al video musicale 7 Things di Miley Cyrus, come una delle ragazze più presenti e la prima ad apparire nel video.
Il successo arriva nel 2010, quando viene scelta dal regista David Schwimmer come protagonista, insieme a Clive Owen e Catherine Keener, nel film Trust, che racconta la storia di Annie (interpretata appunto dalla Liberato), una ragazza di 14 anni che subisce violenza sessuale da un uomo conosciuto in chat e come la sua famiglia e tutto il mondo vengano trasformati in relazione a questo evento. Dopo questa interpretazione ottiene, nel 2011, il ruolo di Avery nel film Trespass, accanto a Nicolas Cage e Nicole Kidman. 
Nel 2012, Liana Liberato ha preso parte a un episodio di Paradise Drive. Sempre nel 2012 ha completato le riprese di un altro film, The Expatriate - In fuga dal nemico, nel ruolo di Amy, e prende parte come personaggio importante nel film Stuck in Love.
Nel 2014 Liana Liberato partecipa con il ruolo di co-protagonista al film horror Haunt di Mac Carter, e soprattutto al film The Best of Me - Il meglio di me, diretto da Michael Hoffman e tratto dal romanzo Il meglio di me di Nicholas Sparks. Nello stesso anno recita come Kim in Resta anche domani.

## Filmografia

### Cinema
- The Last Sin Eater, regia di Michael Landon Jr. (2007)
- Safe Harbour, regia di Bill Corcoran (2007)
- Trust, regia di David Schwimmer (2010)
- Trespass, regia di Joel Schumacher (2011)
- Stuck in Love, regia di Josh Boone (2012)
- The Expatriate - In fuga dal nemico (Erased), regia di Philipp Stölzl (2012)
- Jake Squared, regia di Howard Goldberg (2013)
- Free Ride, regia di Shana Betz (2013)
- Haunt, regia di Mac Carter (2013)
- The Best of Me - Il meglio di me (The Best of Me), regia di Michael Hoffman (2014)
- Resta anche domani (If I Stay), regia di R. J. Cutler (2014)
- Dear Eleanor, regia di Kevin Connolly (2016)
- La scelta (Novitiate), regia di Maggie Betts (2017)
- Fino all'osso (To the Bone), regia di Marti Noxon (2017)
- A un miglio da te (1 Mile to You), regia di Leif Tilden (2017)
- Measure of a Man, regia di Jim Loach (2018)
- Improbabili amiche (Banana Split), regia di Benjamin Kasulke (2018)
- To the Stars, regia di Martha Stephens (2019)
- The Beach House, regia di Jeffrey A. Brown (2020)
- Dig, regia di K. Asher Levin (2022)
- Scream VI, regia di Matt Bettinelli-Olpin e Tyler Gillett (2023)
- Hidden Exposure, regia di Todd Bogin (2023)
- Totally Killer, regia di Nahnatchka Khan (2023)

### Televisione
- The Inside – serie TV, episodio 2x19 (2005)
- Cold Case - Delitti irrisolti (Cold Case) – serie TV, episodio 2x19 (2005)
- CSI: Miami – serie TV, episodio 3x21 (2005)
- Dr. House - Medical Division (House, M.D.) – serie TV, episodio 4x10 (2008)
- Sons of Anarchy – serie TV, 2 episodi (2008-2009)
- Paradise Drive – serie TV, 2 episodi (2011-2012)
- Light as a Feather – serie TV, 26 episodi (2018-2019)
- Based on a True Story – serie TV, 4 episodi (2023)
- Criminal Minds – serie TV, 5 episodi (2024)

## Premi e candidature
Liana Liberato ha vinto nel 2010 il premio Silvo Hugo al Chicago International Film Festival per Trust e sempre per Trust ha ottenuto una candidatura, nel 2011, ai Chicago Film Critics Association Awards.

## Doppiatrici italiane
Nelle versioni in italiano delle opere in cui ha recitato, Liana Liberato è stata doppiata da:
- Joy Saltarelli in Trust, The Expatriate
- Erica Necci in Trespass, Stuck in Love
- Lucrezia Marricchi in Scream VI, Totally Killer
- Lidia Perrone in Dr. House - Medical Division
- Elena Liberati in The Best of Me - Il meglio di me
- Eva Padoan in Resta anche domani
- Giorgia Locuratolo in Fino all'osso
- Emanuela Ionica in Criminal Minds